# Beheira
Al Beheira poznat i kao Beheira (egipatski arapski: محافظة البحيرة Muḥāfẓet El Beḥra, IPA: [elbeħeːɾæ], "jezero") je obalni guvernat u Egiptu. Smješten je na sjevernom dijelu zemlje u delti Nila, a njegov glavni grad je Damanhur.

## Pregled
Guvernorat Beheira zauzima važno strateško mjesto koje je locirano zapadno od grada-luke Rozete u delti Nila. Kroz njega prolaze četiri važne autoceste: Kairo-Aleksandrija pustinjska cesta, Kairska poljoprivredna cesta, međunarodna cesta i kružna cesta. Guvernorat Beheira također udomljuje nekoliko najvažnijih koptskih samostana u Wadi El Natrunu (Scetes), i sastoji se od 13 centara i 14 gradova

## Privreda
Beheira ima važne grane privrede kao što su pamučna, kemijska, tekstilna i tkalačka (izrada tepiha), proizvodnja električne energije i ribolov.
Međutim, poljoprivreda je glavna grana privrede u dijelu guvernorata koji se nalazi u delti Nila, a pamuk je glavni usjev. Riža kao i ostale žitarice, zatim krumpir, šećerna repa, luk, kikiriki, rajčica i sezam također se uzgajaju, a blizu Aleksandrije se nalaze vinogradi. Ustava kod Rosette na ogranku Nila u Idfīni, 20 kilometara jugoistočno od Rosette, osigurava vodu za navodnjavanje tijekom niske (zimske) sezone i sprječava da morska voda uđe u kanale za navodnjavanje. Uz kanal Al-Nubāriyyah, u zapadnom dijelu pokrajine, veliki melioracijski projekti su pretvorili neplodnu zemlju u obradivo zemljište na kojem se uzgaja povrće. Uprava Taḥrīr je također poduzela izvedbu opsežnih projekata melioracije u zapadnom dijelu pokrajine, koji uključuju izgradnju stambenih objekata kao i zdravstvenih klinika. Natron se dobiva iz jezerske depresije Gharrāqat al-Barnūjī, 19 km južno od Damanhūra, i iz Al-Naṭrūn Wadi, u jugozapadnoj pustinjskoj oblasti. Sredinom sedamdesetih godina prošlog stoljeća otkrivene su velike rezerve prirodnog plina u obalnom dijelu Abū Qīr, pa se od tada odatle opskrbljuju električnom energijom industrije sjevernog dijela guvernorata Al-Buḥayrah kao i Aleksandrije. Guvernorat križaju dva Suez-mediteranska naftna cjevovoda. Grad Sadat, 92 kilometra sjeverozapadno od Kaira, sagrađen je krajem sedamdesetih godina uz autocestu Fu'ād al-Auwa kako bi udomio nove industrije i smanjio prekomjernu populaciju Kaira.

## Stanovništvo
Prema procjenama stanovništva iz 2015. godine većina stanovnika guvernorata živi u ruralnim područjima, sa stopom urbanizacije od samo 19,5%. Od oko 5.804.262 ljudi koji žive u guvernoratu, u ruralnim područjima živi 4.674.346 ljudi, nasuprot samo 1.129.916 stanovnika koji žive u urbanim sredinama.

## Uprava
Guvernoratm upravlja guverner, a 2017. godine egipatski predsjednik Abdel Fatah al-Sisi je imenovao Nadia Ahmed Abdou, prvu ženu na položaj guvernera u povijesti zemlje.

## Vanjske poveznice
- Al-Buḥayrah
- Guvernorat Al Beheira
- El Beheira Governorate: Egypt, SOURCE: National Geospatial-Intelligence Agency, Bethesda, MD, USA
- El-Beheira Governorate  Arhivirana inačica izvorne stranice od 3. travnja 2018. (Wayback Machine)